# Jamacerus farri
Jamacerus farri är en insektsart som beskrevs av Freytag 1969. Jamacerus farri ingår i släktet Jamacerus och familjen dvärgstritar. Inga underarter finns listade i Catalogue of Life.